# Trí Yên
Trí Yên là một xã thuộc thành phố Bắc Giang, tỉnh Bắc Giang, Việt Nam.

## Địa lý
Xã Trí Yên có vị trí địa lý:
- Phía đông giáp huyện Lục Nam
- Phía tây giáp xã Lãng Sơn
- Phía bắc giáp xã Quỳnh Sơn và huyện Lục Nam
- Phía nam giáp xã Đức Giang và tỉnh Hải Dương.

Xã Trí Yên có diện tích 11,63 km², dân số năm 2023 là 5.739 người, mật độ dân số đạt 493 người/km².

## Lịch sử
Ngày 27 tháng 10 năm 1962, Quốc hội ban hành Nghị quyết về việc thành lập tỉnh Hà Bắc trên cơ sở tỉnh Bắc Giang và tỉnh Bắc Ninh. Khi đó, xã Trí Yên thuộc huyện Yên Dũng, tỉnh Hà Bắc.
Ngày 6 tháng 11 năm 1996, Quốc hội ban hành Nghị quyết về việc chia tỉnh Hà Bắc thành tỉnh Bắc Giang và tỉnh Bắc Ninh. Khi đó, xã Trí Yên thuộc huyện Yên Dũng, tỉnh Bắc Giang.
Ngày 28 tháng 9 năm 2024, Ủy ban Thường vụ Quốc hội ban hành Nghị quyết số 1191/NQ-UBTVQH15 về việc sắp xếp đơn vị hành chính cấp huyện, cấp xã của tỉnh Bắc Giang giai đoạn 2023 – 2025 (nghị quyết có hiệu lực từ ngày 1 tháng 1 năm 2025). Theo đó, sáp nhập xã Trí Yên thuộc huyện Yên Dũng vào thành phố Bắc Giang quản lý.